# Domino Day
 (janvier 2017).
Si vous disposez d'ouvrages ou d'articles de référence ou si vous connaissez des sites web de qualité traitant du thème abordé ici, merci de compléter l'article en donnant les références utiles à sa vérifiabilité et en les liant à la section « Notes et références ».

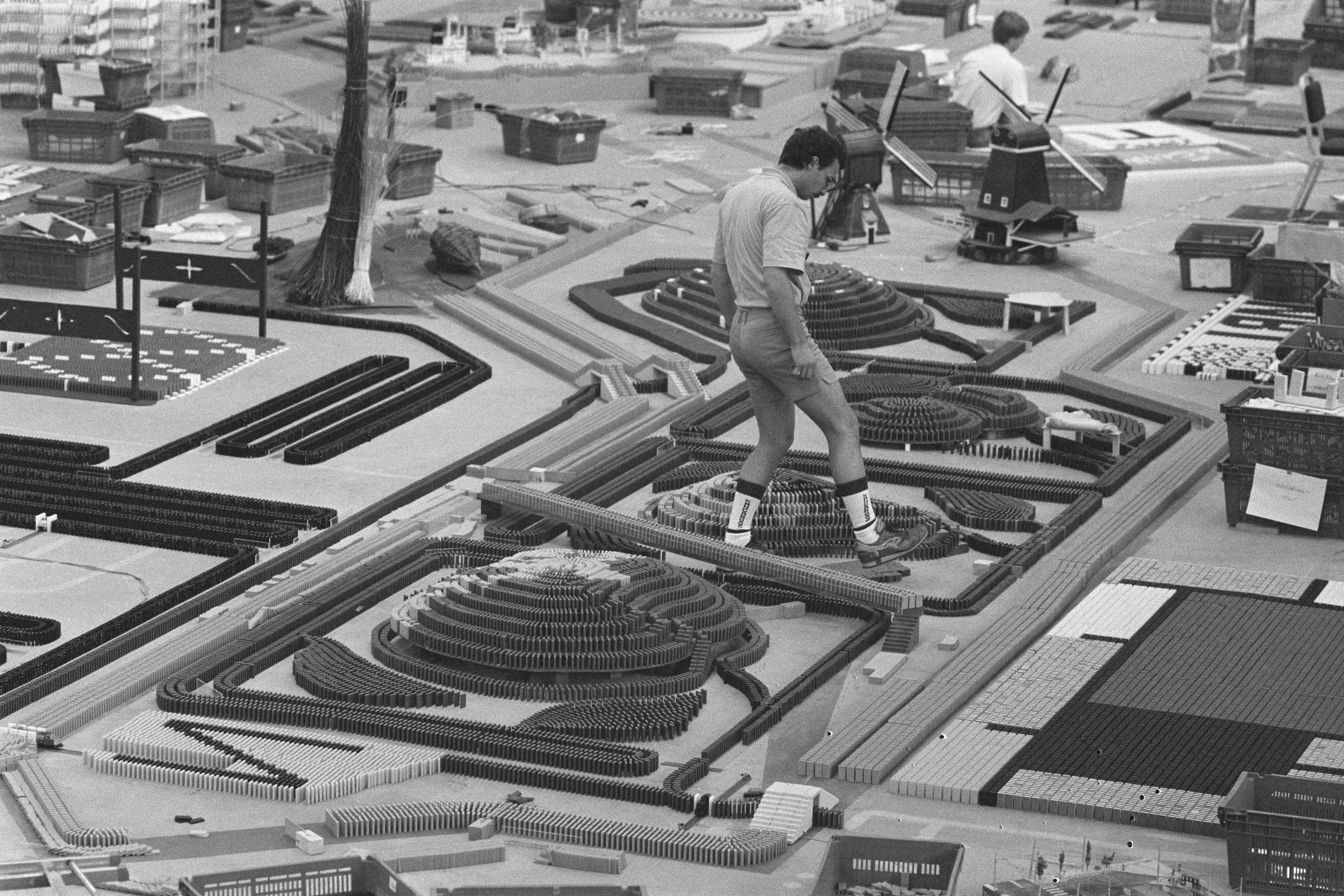
Domino Day en 1986.

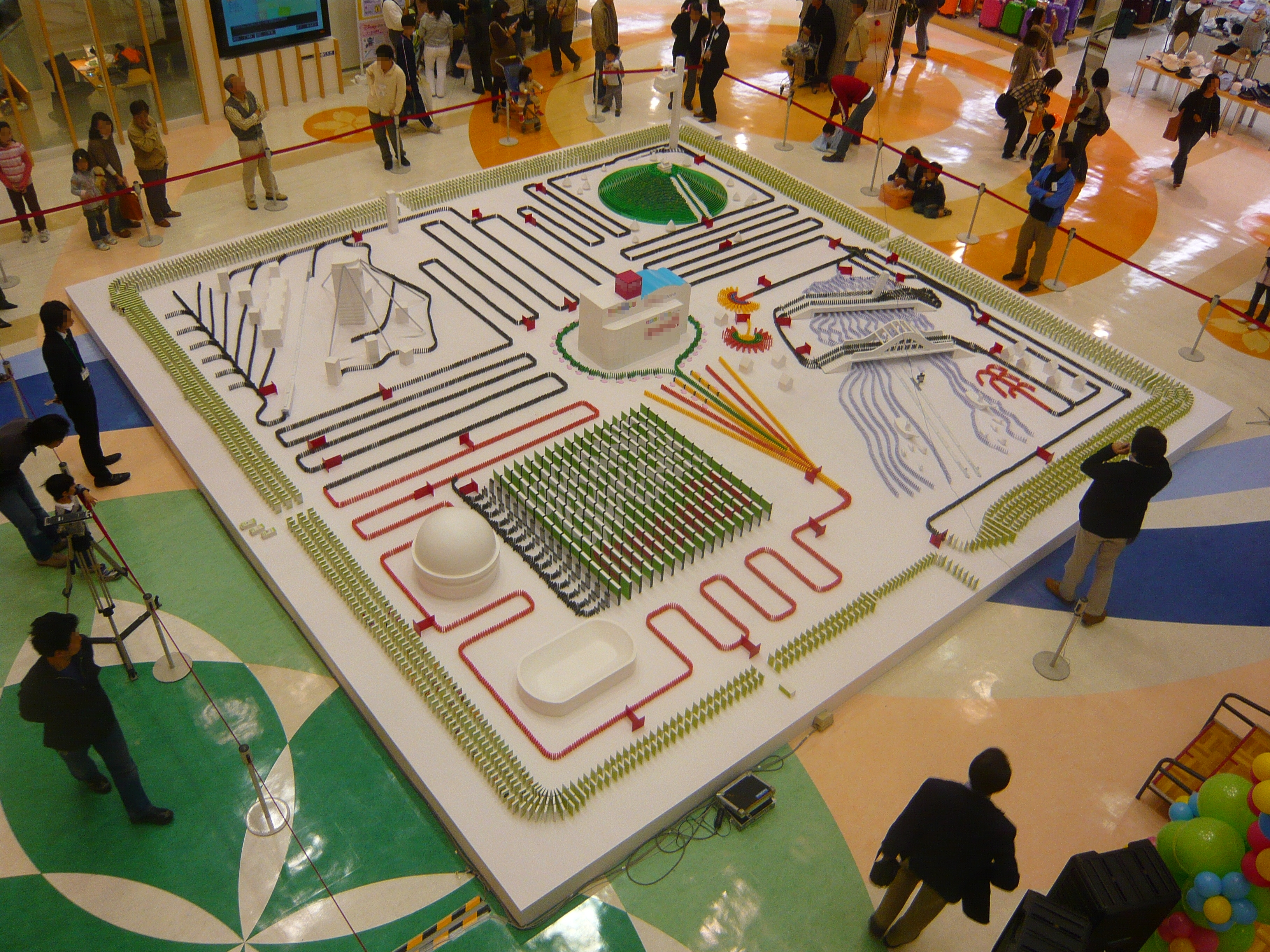
Une fresque en dominos (pas de Domino Day).

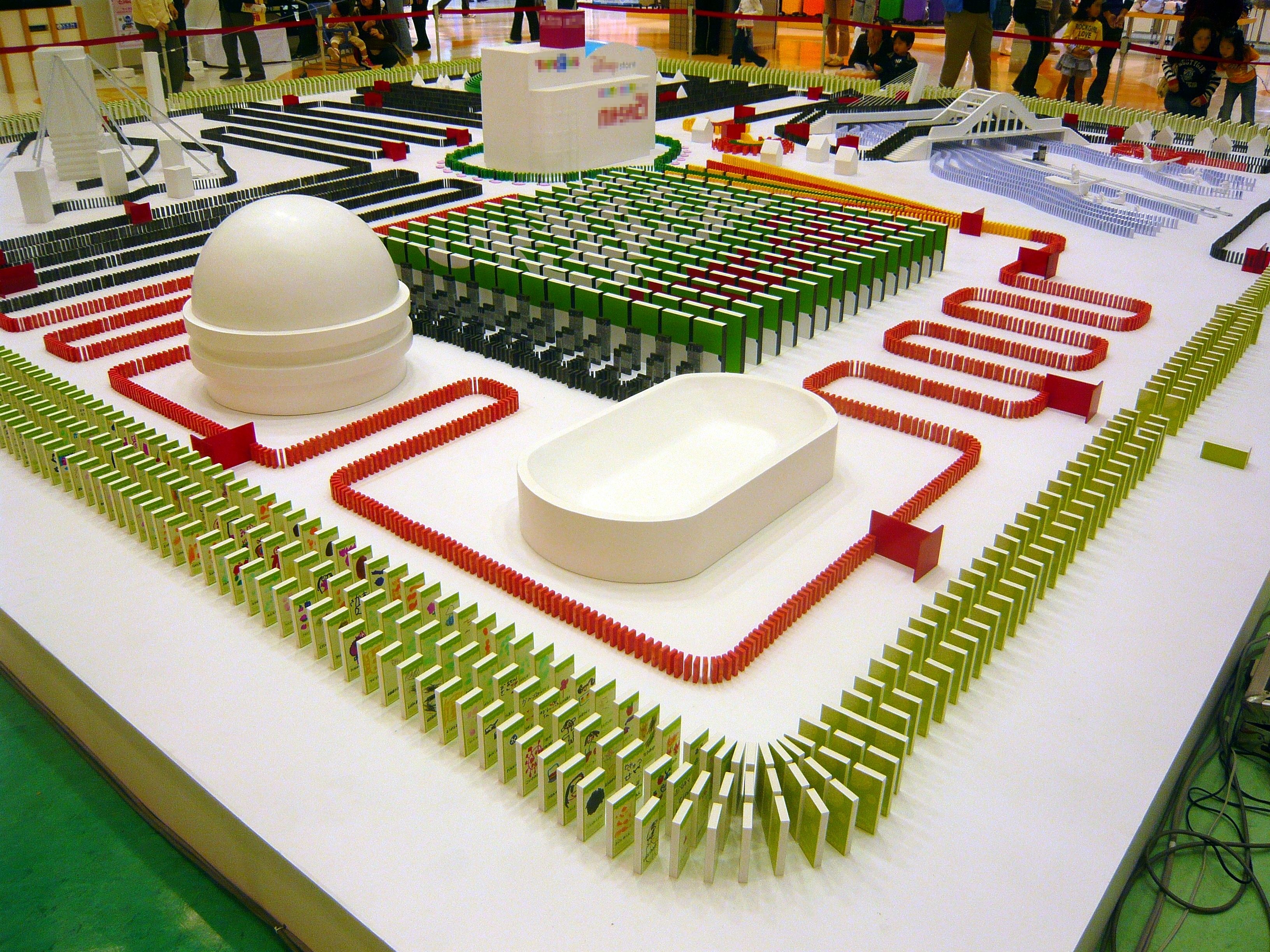
Une fresque en dominos (pas de Domino Day).

Le Domino Day est un événement annuel regroupant des scènes de chutes de dominos. Ces dominos de couleurs forment différentes fresques et il s'agit à chaque fois de battre le record mondial de tombé de dominos. Depuis 2002, il se déroule à Leeuwarden aux Pays-Bas. Il est retransmis à la télévision néerlandaise depuis 1986 et sur certaines chaînes de télévision européennes depuis quelques années[Depuis quand ?].
Les montages sont réalisés par une centaine de bénévoles pendant une durée de deux à trois mois.

## Introduction
Le Domino Day regroupe une centaine de jeunes bâtisseurs venus de toute l'Europe, posant ensemble, durant deux ou trois mois, des millions de dominos dans le seul but de réaliser chaque année un nouveau record mondial de tombée de dominos.
La plus vieille tentative de record mondial recensée date de 1979. Ce record fut ainsi annoncé au journal télévisé : « Le record du monde de la chute en série de dominos vient d'être accompli par un ingénieur britannique de 23 ans. Il a réussi à faire tomber dans une magnifique réaction en chaîne, 169 712 dominos ».

## Éléments récurrents

### Les défis bâtisseurs
Depuis 2004, sont apparus des défis bâtisseurs (Builders challenge en anglais). Réalisés pendant la tentative de record, ils consistent à combler un trou dans le parcours avant que le front de chute n'atteigne cet espace vide.
| Résultats des défis bâtisseurs | Résultats des défis bâtisseurs | Résultats des défis bâtisseurs | Résultats des défis bâtisseurs | Résultats des défis bâtisseurs |
| Année                          | 1                              | 2                              | 3                              | 4                              |
| ------------------------------ | ------------------------------ | ------------------------------ | ------------------------------ | ------------------------------ |
| 2004                           | Succès                         | Échec                          | Échec                          |                                |
| 2005                           | Succès                         | Échec                          | Succès                         |                                |
| 2006                           | Échec                          | Échec                          | Échec                          | Succès                         |
| 2007                           | Échec                          | Succès                         | Succès                         | Échec                          |
| 2008                           | Succès                         | Échec                          | Succès                         | Succès                         |
| 2009                           | Échec                          | Échec                          | Échec                          | Succès                         |

## Les éditions récentes de Domino Day

### Domino Day 2000
Le programme est diffusé en différé pour la première fois en France sur M6, lors d'une deuxième partie de soirée.

### Domino Day 2001
Il s'agit de la première tentative de record à être diffusée en direct en France à la télévision. 3 750 000 dominos ont été placés et 3 540 562 sont tombés. Cette tentative de record a permis à l'Europe de reprendre le titre mondial détenu par la Chine depuis un an. Malgré ce record, de nombreuses fresques ont connu des échecs importants.

### Domino Day 2002
Le Domino Day 2002 a eu lieu le 15 novembre. 4 000 000 dominos ont été posés et 3 847 295 dominos sont tombés. Un nouveau record a ainsi pu être établi autour de 51 fresques représentant chacune un proverbe.

### Domino Day 2004
Le Domino Day 2004 s'est déroulé le 12 novembre. Environ 45 fresques sur le thème des défis se sont écroulées. 4 250 000 dominos ont été alignés et 3 992 397 dominos sont tombés (une déception pour Robin Weijers, l'organisateur des Domino Day, qui voulait passer le cap des 4 000 000 de dominos). Lors de la chute des dominos, trois défis bâtisseurs se sont déroulés :
1. placement en ligne droite de 250 dominos en 10 minutes ;
2. placement des dominos sur un support qui montait et qui descendait en colimaçon ;
3. achèvement d'une ligne en moins de 2 minutes.

Le premier défi a fonctionné mais les deux autres se sont soldés par un échec.

### Domino Day 2005
Le Domino Day 2005 a eu lieu le 18 novembre. 4 321 000 dominos ont été installés sur le thème du Théâtre des histoires éternelles. 51 histoires ont été racontées en 102 fresques allant de Pinocchio à Tom Sawyer en passant par Faust et de nombreuses autres histoires connues. 4 002 136 dominos seront renversés lors de cette édition. Il s'agit d'un nouveau record du monde.
Durant les préparatifs, un moineau est parvenu à entrer dans le studio et a provoqué la chute de 23 000 dominos avant d'être abattu. Cet incident a causé une controverse et plusieurs associations ont enquêté pour déterminer qui était responsable de la mort de cet oiseau. La personne qui a abattu l'oiseau a reçu des menaces et une radio hollandaise a offert 5 000 euros à quiconque parviendrait à saboter le plateau en provoquant la chute d'au moins un million de dominos avant le 18 novembre. Ces menaces ont conduit les organisateurs à mettre en place des mesures de sécurité drastiques pour l'accès et le contrôle du lieu des plateaux. Même les présentateurs de télévision ont dû montrer patte blanche.

### Domino Day 2006
Le Domino Day 2006 a eu lieu le 17 novembre. neuf pays ont participé à l’événement. 85 millions de personnes y ont assisté. Un nouveau record du monde a été établi : 4 079 381 dominos sont tombés malgré les problèmes survenus lors des trois premiers défis bâtisseur.

### Domino Day 2007
Le Domino Day 2007 a eu lieu le 16 novembre. 4 500 000 dominos ont été posés dans le but de battre le record du monde. Malheureusement, les fresques de ce Domino Day ne se sont pas enchaînées comme il était prévu et certaines des plus grandes fresques n'ont pas fonctionné. Il s'agit notamment de la fresque du temple où, en tombant, l'énorme boule positionnée au sommet du temple a littéralement détruit le mécanisme qui devait déclencher la deuxième partie de la fresque où un grand nombre de dominos était concentré.
Les défis bâtisseurs n'ont pas bien fonctionné eux non plus.
Lors du premier défi, les bâtisseurs avaient laissé un écart d'un domino au cas où l'un d'eux ferait tomber sa rangée avant la fin du défi. Cela s'est révélé être une erreur car lorsque le front de chute a atteint la zone du défi, les bâtisseurs ont oublié de poser le domino manquant, entraînant la perte du défi.
Le troisième défi a fonctionné mais un problème de placement a provoqué la fin prématurée de la chute de la fresque associée au défi.
Le dernier défi n'a pas fonctionné et la dernière fresque n'est donc pas tombée.

### Domino Day 2008
Le Domino Day 2008 a eu lieu le 14 novembre, lors du dixième anniversaire de l'événement. Les bâtisseurs ont réalisé un nouveau record du monde avec 4 345 027 dominos tombés sur les 4 500 000 posés (96,6 % des dominos posés), soit environ 300 000 dominos de plus que l'ancien record du monde, réalisé en 2006. Trois des quatre défis bâtisseurs ont été réalisés avec succès.
Plusieurs records du monde ont été réalisés, comme le plus long mur de dominos tombés, ou la chute de dominos la plus haute. Le record le plus spectaculaire, est sans aucun doute, celui de la plus grande fresque jamais réalisée. Elle comptait 1 000 000 dominos. Si cette fresque n'était pas tombée, le record du monde n'aurait pu être battu.

### Domino Day 2009
L'événement a eu lieu le 13 novembre. Il était placé sous le signe du monde en dominos. Cette édition a vu la chute de 4 491 863 dominos sur les 4 800 000 placés permettant la réalisation d'un nouveau record du monde. De nombreuses fresques se sont succédé autour des thèmes suivants : The American Dream (le rêve américain), Latin Extravaganza (l'extravagance sud-américaine), The African Life (la vie africaine), The Colours of Europe (les couleurs de l'Europe), Balancing Yin & Yang (le Yin et le Yang), Rough Ice (la glace rugueuse) et enfin Sun, Sand and Sealife (le soleil, le sable et la vie marine).
Quatre défis bâtisseurs portant sur le thème des quatre éléments ont été réalisés pendant deux minutes chacun. Ils consistaient à compléter une rangée de dominos respectivement sur du sable (élément terre), sur des supports pendus (élément air), dans l'eau (élément eau) et au milieu de flammes (élément feu). Les deux premiers permettaient la chute de 25 000 dominos et se sont soldés par des échecs. Le troisième avait pour but la chute de 50 000 dominos supplémentaires mais ne fut pas complété à temps. Quant au dernier, il était destiné à provoquer la chute de 500 000 dominos et fut couronné de succès (sans quoi le record n'aurait pu être battu).

### Domino Day 2014 - Les records les plus incroyables
Cette émission retrace toutes les éditions de Domino Day à partir de 2001. Cette émission explique aussi comment les fresques sont conçues.

### Domino Day 2021
Le concours va être relancé pendant l'hiver avec un record de 4.491.863 dominos à faire tomber, M6 en sera le diffuseur en France.
*pour l'instant non diffusé et reporté à une date indéterminée.

## Diffusion à la télévision internationale
| Pays                                | Titre                          | Présentation                                                     | Chaîne              | En direct | Année     |
| ----------------------------------- | ------------------------------ | ---------------------------------------------------------------- | ------------------- | --------- | --------- |
| Allemagne Production                | Domino Day                     | Linda de Mol (1998-2002), Frauke Ludowig (2004-2009)             | RTL                 | Oui       | 1998-2009 |
| Autriche                            | Domino Day                     | Marie Christine Giuliani (2000-2002), Armin Assinger (2004-2009) | ORF eins            | Oui       | 2000-2009 |
| Belgique                            | Domino D-Day (1998) Domino Day | Stefan Van Loock                                                 | vtm                 | Oui       | 1998-2009 |
| Croatie                             | Domino Day                     | Antonija Mandić, Dorijan Klarić                                  | RTL Televizija      | Oui       | 2005-2009 |
| Espagne                             | Domino Day                     | Constantino Romero (2001-2002), Carlos Sobera (2004-2007)        | Antena 3            | Non       | 2001-2007 |
| États-Unis                          | Domino Day 2001                | Rich Eisen                                                       | ABC                 | Non       | 2001      |
| Grèce                               | Ημέρα του ντόμινο              | Katerina Karavatou, Fotis Sergoulopoulos                         | ANT1                | Oui       | 2008-2009 |
| Hongrie                             | Dominó Nap                     | Zoltán Szujó, Éva Horváth                                        | RTL Klub            | Oui       | 2000-2009 |
| Pays-Bas Pays d'origine, Production | Domino D-Day (1998) Domino Day | Hans Kraay, Jr., Wendy van Dijk (1998-2004), Nance (2005-2009)   | SBS 6, NET 5 (1999) | Oui       | 1998-2009 |
| Pologne                             | Dzień Domina                   | -                                                                | TVN                 | Oui       | 2005-2009 |
| Royaume-Uni                         | Domino Day                     | Christian Stevenson                                              | Channel 5           | Non       | 2005-2009 |
| Russie                              | День Домино                    | Egor Pirogov                                                     | REN TV              | Non       | 2005-2009 |
| Slovaquie                           | Domino Day                     | Mateja Cifru                                                     | TV JOJ              | Oui       | 2007-2009 |

## Audiences à la télévision française
| Année | Chaîne | Audiences              |
| ----- | ------ | ---------------------- |
| 2001  | TF1    | 8,6 millions (38,5 %)  |
| 2002  | TF1    | 7,7 millions (35,3 %)  |
| 2004  | TF1    | 7,1 millions (32,3 %)  |
| 2005  | TF1    | 5,78 millions (26,3 %) |
| 2009  | TMC    | 850 000                |

## Les records du monde
| Année | Thème                                                                                              | Lieu       | Dominos installés | Dominos tombés | Taux de réussite | Dominos non tombés |
| ----- | -------------------------------------------------------------------------------------------------- | ---------- | ----------------- | -------------- | ---------------- | ------------------ |
| 1986  | KLM Domino World Record                                                                            | Lisse      | 1 000 000         | 755 836        | 75,6 %           | 244 164            |
| 1988  | l'Europe en Domino                                                                                 | Rosmalen   | 1 500 000         | 1 382 101      | 92,1 %           | 117 989            |
| 1998  | Domino Day : Visionland                                                                            | Leeuwarden | 2 300 000         | 1 605 757      | 69,8 %           | 694 243            |
| 1999  | Domino Day : L'Europe sans frontières                                                              | Zuidlaren  | 2 500 000         | 2 472 480      | 98,9 %           | 27 520             |
| 1999  | Chine & Japon                                                                                      | Pékin      | 3 000 000         | 2 751 518      | 91,8 %           | 248 482            |
| 2000  | Domino Day : Reaction (en français : Réaction)                                                     | Zuidlaren  | 3 112 000         | 2 977 678      | 95,7 %           | 134 322            |
| 2000  | Chine, Japon & Corée du Sud                                                                        | Pékin      | 3 500 000         | 3 407 536      | 97,4 %           | 92 465             |
| 2001  | Domino Day : Bridging the World (en français : Rapprocher/Parcourir le monde)                      | Maastricht | 3 750 000         | 3 540 562      | 94,4 %           | 209 438            |
| 2002  | Domino Day : Expressions for Millions (en français : Des expressions pour des millions)            | Leeuwarden | 4 000 000         | 3 847 295      | 96,1 %           | 152 705            |
| 2004  | Domino Day : The Challenge (en français : Le défi)                                                 | Leeuwarden | 4 250 000         | 3 992 397      | 93,9 %           | 257 603            |
| 2005  | Domino Day : Théâtre des histoires éternelles                                                      | Leeuwarden | 4 321 000         | 4 002 136      | 92,6 %           | 318 864            |
| 2006  | Domino Day : Musique en mouvement                                                                  | Leeuwarden | 4 400 000         | 4 079 381      | 92,7 %           | 320 619            |
| 2007  | Domino Day : Falling into life (en français : Tomber dans la vie)                                  | Leeuwarden | 4 500 000         | 3 671 465      | 81,6 %           | 828 535            |
| 2008  | Domino Day : Celebrate 10 years of Domino Day (en français : Célébration des 10 ans de Domino Day) | Leeuwarden | 4 500 000         | 4 345 027      | 96,5 %           | 154 973            |
| 2009  | Domino Day : The World in Domino (en français : Le monde en Domino)                                | Leeuwarden | 4 800 000         | 4 491 863      | 93,6 %           | 308 137            |

## Mécanique de la chute de domino
La vitesse de propagation de l'onde dépend de l'espacement entre les dominos et des facteurs de friction existants.